# Steve Hofmann
Steven Carl Hofmann (* 20. Januar 1958) ist ein US-amerikanischer Mathematiker, der sich mit Analysis befasst. Er ist Hochschullehrer an der University of Missouri.
Hofmann studierte an der Washington University mit dem Bachelor-Abschluss 1981 und wurde 1988 bei Max Jodeit an der University of Minnesota promoviert (Weighted Weak-Type (1,1) Bounds for Singular Integrals with Non-Smooth Kernel). Als Post-Doktorand war er an der McMaster University und 1990 wurde er Assistant Professor an der Wright State University, an der er 1993 Associate Professor wurde. 1994 wurde er Associate Professor und 1998 Professor an der University of Missouri in Columbus, wo er Curator´s Professor ist.
2002 löste er mit Pascal Auscher, Michael T. Lacey, Alan McIntosh und Philippe Tchamitchian das seit 1953 offene Kato-Wurzelproblem für elliptische Differentialoperatoren.
Er war Gastprofessor an der Autonomen Universität Madrid, an der Universität der Picardie in Amiens, an der Universität Paris-Süd in Orsay, an der Australian National University in Canberra, der Universität Aix-Marseilles und Gastwissenschaftler an der Macquarie University, dem MSRI und der Universität Edinburgh.
2006 war er eingeladener Sprecher auf dem Internationalen Mathematikerkongress in Madrid (Local Tb Theorems and Applications in PDE). Er ist Fellow der American Mathematical Society.

## Schriften (Auswahl)
Außer den oben zitierten Arbeiten
- mit J. L. Lewis: {\displaystyle L^{2}} Solvability and representation by caloric layer potentials in time-varying domains, Annals of Math., Band 144, 1996, S. 349–420.
- mit P. Auscher, J. L. Lewis,  P. Tchamitchian:  Extrapolation of Carleson measures and the analyticity of Kato’s square root operators, Acta Math., Band 187, 2001, S. 161–190.
- mit A. McIntosh: The solution of the Kato problem in two dimensions, Proceedings of the Conference on Harmonic Analysis and PDE held in El Escorial, Spain in July 2000, Publ. Mat. Vol. extra, 2002, S. 143–160
- mit M. Lacey and A. McIntosh: The solution of the Kato problem for divergence form elliptic operators with Gaussian heat kernel bounds, Annals of Mathematics, Band 156, 2002, S. 623–631
- mit P. Auscher, T. Coulhon,  X. Duong: Riesz transform on manifolds and heat kernel regularity, Annales Scientifiques de L’ENS, Band 37, 2004, S. 911–957.
- mit J. L. Lewis, K. Nystrom: Caloric Measure in Parabolic Flat Domains, Duke Math. J., Band 122, 2004, S. 281–346.
- mit M. Mitrea, M. Taylor: Singular integrals and elliptic boundary problems on regular Semmes-Kenig-Toro domains,Int. Math. Research Notices 2010, S. 2567–2865.
- mit  M. Alfonseca, P. Auscher, A. Axelsson, S. Kim:  Analyticity of layer potentials and {\displaystyle L^{2}} Solvability of boundary value problems for divergence form elliptic equations with complex {\displaystyle L^{\infty }} coefficients, Advances in Math., Band 226, 2011, S. 4533–4606